# Harthausen
Harthausen est une municipalité de la Verbandsgemeinde Dudenhofen, dans l'arrondissement de Rhin-Palatinat, en Rhénanie-Palatinat, dans l'ouest de l'Allemagne.

## Références

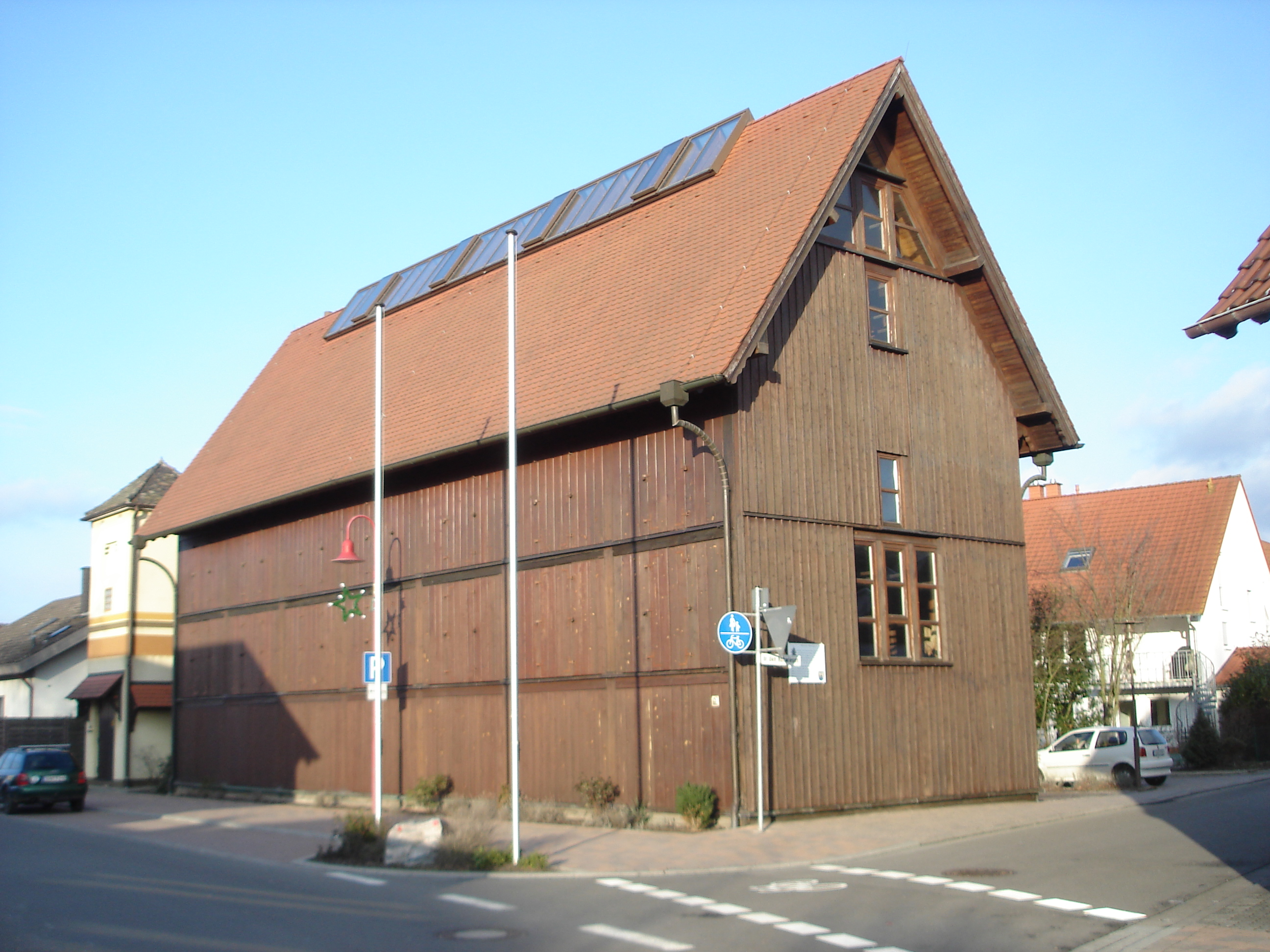
Ancien séchoir à tabac de Harthausen